# 1997 XR2
(433953) 1997 XR2 كويكب من كويكبات أبولو كويكب كامن الخطر قريب من الأرض قطرة يقدر بحوالي (0.2 كم - 0.23 كم).الكويكب يدور حول الشمس على مسافة 0.9-1.3 وحدة فلكية مرة واحدة كل 13 شهرا (408 يوما). في مدار ينحرف 0.20 درجة ويميل من 7 درجة عن مسار الشمس.
وله مسافة تقاطع مدارية أرضية دنيا قدرها 0.000135 وحدة فلكية، وهو ما يعادل 0.05 مسافة قمرية.

## الإكتشاف
اكتشف (433953) 1997 XR2 في 4 كانون الأول / ديسمبر 1997 بواسطة برنامج بحث لنكولن عن الكويكبات القريبة من الأرض (لينير) في موقع الاختبار التجريبي لمختبر لينكولن بالقرب من سوكورو، نيو مكسيكو، في الولايات المتحدة
.
يبدأ قوس مراقبة هذا الجرم من ملاحظة الإكتشاف الرسمية ، حيث لم يتم إجراء أي أستنباط بيانات مسبق، ولم يتم إجراء أي تحديد مسبق لة.

## مخاطر الاصطدام
بين 2002 و 2006،قدرت فرصة إحتمال اصطدام الكويكب 1997 XR2 مع الأرض بحوالي 1 من 10،000 في 1 يونيو 2101، استنادا إلى قوس مراقبة 27 دام يوما بعد اكتشافها. وتم تصنيفه في المستوى 1 على مقياس تورينو (0-10) لمخاطر الاصطدام،وكان الجرم الوحيد القريب من الأرض الذي يتم تصنيفه أعلى من الصفر حتى انضم إليه 2004 VD17 في المستوى 1 في نوفمبر 2004، وبعد ذلك 99942 أبوفيس - ثم تم تقييمه مؤقتا في المستوى الرابع في ديسمبر 2004.
في 24 فبراير 2006،رصد 1997 XR2 من قبل مسح جبل ليمون بعد أن فقد لأكثر من 8 سنوات. وأدت دقة قياس مدارة إلى إستبعاد إمكانية الاصطدام في عام 2101. وتمت إزالتة من جدول الكويكبات الكامنة المخاطر في موقع برنامج الحارس. ومن المعروف الآن أنه في 20 نوفمبر 2101، سيكون الكويكب على بعد 0.0392 وحدة فلكية (000 860 5 كيلومتر) من الأرض.

## وصلات خارجية
- 1997 XR2 في قاعدة بيانات مختبر الدفع النفاث لأجرام النظام الشمسي الصغيرة

- الاكتشاف · مخطط المدار ·  العناصر المدارية · المعلمات المادية

- Earth Impact Risk Ratings Posted in the Last 31 Days, A/CC's Consolidated Risk Tables
- Asteroid Lightcurve Database (LCDB), query form (info)
- Asteroids and comets rotation curves, CdR – Observatoire de Genève, Raoul Behrend
- Discovery Circumstances: Numbered Minor Planets (430001)-(435000) – Minor Planet Center